# سیارک ۳۹۴۲۷
سیارک ۳۹۴۲۷ (به انگلیسی: 39427 Charlottebronte، نامگذاری:3360T-2) سی و نه هزار و چهارصد و بیست و هفتمین سیارک کشف شده‌است که در ۲۵ سپتامبر ۱۹۷۳ کشف شد.